# Панда Кунг-Фу
«Панда Кунг-Фу» (англ. «Kung Fu Panda») — анімаційна комедія 2008 року. Озвучив головну роль — Джек Блек. Прем'єра в Україні 5 червня 2008 року.
Режисери мультфільму — Марок Осборн та Джон Стівенсон. Дія мультфільму розгортається в Китаї, населеному антропоморфними тваринами, як правило кроликами, гусьми й свинями. Мультфільм розповідає про становлення панди По — звичайного сина локшинника — справжнім майстром Кунг-фу. Ця анімаційна стрічка була номінована на премію Академії кінематографічних мистецтв і наук «Оскар». За весь час прокату мультфільм зібрав понад пів мільярда доларів. Критики дали фільму здебільшого позитивні відгуки, відзначивши високий гумор, захоплюючі битви з використанням бойових мистецтв та високу якість виконання візуальних ефектів.

## Сюжет
У Долині Спокою в давньому Китаї гігантська панда на ім’я По допомагає своєму батькові-гусаку містеру Пінгу керувати рестораном локшини, але потай мріє приєднатися до Несамовичної П’ятірки — Тигриці, Мавпи, Журавля, Гадюки та Богомола — майстрів кунг-фу, яких тренує майстер Шифу, суворий червоний панда. Одного дня мудрий майстер Уґвей, засновник кунг-фу та духовний лідер Долини, передбачає, що колишній учень Шифу — сніговий леопард Тай Лунг — вирветься на волю і нападе на Долину, щоб заволодіти Сувоєм Дракона — артефактом, що дарує необмежену силу, якого йому свого часу не дали. У відповідь Шифу відправляє свого помічника Цзеня зміцнити охорону у в’язниці Чор-Ґом, де утримують Тай Лунга.
Шифу організовує турнір, щоб обрати Воїна Дракона — героя, достойного прочитати Сувій. По, що запізнюється, намагається потрапити на арену, використовуючи крісло з феєрверками, й випадково приземляється просто перед П’ятіркою саме в той момент, коли Уґвей несподівано оголошує його Воїном Дракона. Шифу вважає вибір Уґвея помилковим, а П’ятірка зневажливо ставиться до По після його невдалого першого дня тренувань. По втрачає надію й хоче здатися, але Уґвей радить йому не здаватися. Завдяки наполегливості та гумору По поступово здобуває симпатію П’ятірки. Тигриця розповідає, що суворість Шифу походить з почуття провини через зраду Тай Лунга, якого він виховував змалечку.
У в’язниці Тай Лунг використовує перо Цзеня, щоб звільнитися, перемагає охоронців і відправляє Цзеня з попередженням. Дізнавшись новину, Шифу повідомляє Уґвею, який змушує Шифу пообіцяти вірити в По як у Воїна Дракона, називає його своїм наступником і піднімається до Духовного Світу. Шифу повідомляє По і П’ятірку про втечу Тай Лунга, наголошуючи, що лише По може його зупинити. По жахає така відповідальність, і він намагається втекти, але Шифу його зупиняє. По зізнається, що не любив себе колишнього, але вірить, що Шифу може допомогти йому змінитись. У відповідь Шифу визнає, що не знає, як тренувати По. Це чує Тигриця й намагається з П’ятіркою самостійно зупинити Тай Лунга.
Тим часом Шифу розуміє, що По здатен до видатних фізичних звершень, якщо його мотивує їжа, і починає тренувати його у власному, унікальному стилі кунг-фу. П’ятірка стикається з Тай Лунгом, але зазнає поразки через його техніку ударів по нервах — лише Журавель повертається з попередженням. Шифу вважає, що По готовий, і дає йому Сувій Дракона. Та По виявляє, що він порожній. Розчарований, Шифу наказує По й П’ятірці евакуювати Долину, поки він сам стримає Тай Лунга. Засмученого По втішає містер Пінг, розкривши «секрет» свого супу — у нього немає жодного секретного інгредієнта. Він пояснює, що віра робить речі особливими. По розуміє, що це і є головна суть Сувою.
У Нефритовому палаці Тай Лунг жорстоко перемагає Шифу й дізнається, що Сувій зник. По повертається з Сувоєм і вступає в бій із Тай Лунгом, використовуючи хаотичні прийоми, що дають йому перевагу. Тай Лунг заволодіває Сувоєм, але не може нічого в ньому зрозуміти. У гніві він застосовує техніку удару по нервах, але По, завдяки своєму тілу, залишається неушкодженим. Він перемагає Тай Лунга, відправивши його в Духовний Світ прийомом «Пальцева хватка Вуші», якому навчився сам.
Мешканці Долини та Несамовична П’ятірка вшановують По як героя. Після цього він відпочиває разом із Шифу, який одужує, і вони вирішують разом поїсти.

## Ролі озвучили
| Актор              | Роль                     | Тварина                  |
| ------------------ | ------------------------ | ------------------------ |
| Джек Блек          | По                       | велика панда             |
| Дастін Гоффман     | Майстер Шифу             | мала панда               |
| Анджеліна Джолі    | Тигриця                  | південно-китайський тигр |
| Джекі Чан          | Мавпа                    | золотий лангур           |
| Сет Роґен          | Богомол                  | богомол китайський       |
| Девід Кросс        | Журавель                 | японський журавель       |
| Люсі Лью           | Гадюка                   | гадюка                   |
| Іян Макшейн        | Тай Лун                  | сніговий барс            |
| Ренделл Дук Кім    | Майстер Уґвей            | галапагоська черепаха    |
| Джеймс Хонг        | містер Пінг              | пекінська качка          |
| Ден Фоґлер         | Зенг                     | пекінська качка          |
| Майкл Кларк Дункан | командувач Вехір         | яванський носоріг        |
| Вейн Найт          | епізодичні голосові ролі | Н/Д                      |
| Лора Кайтлінгер    | епізодичні голосові ролі | Н/Д                      |

### Український дубляж
- Юрій Ребрик — По
- Богдан Ступка — Майстер Шифу
- Катерина Сергеєва — Тигриця
- Андрій Самінін — Мавпа
- Анатолій Пашнін — Богомол
- Володимир Голосняк — Журавель
- Ірина Ткаленко — Гадюка
- Михайло Жонін — Тай Лун
- Микола Луценко — містер Пінг
- Василь Мазур — Майстер Уґвей
- Павло Скороходько — Зенг

## Саундтрек
Музика до мультфільму написана Джоном Пауеллом і Гансом Ціммером. Ганс Ціммер відвідав Китай, щоб відчути його культуру і познайомитися з Національним Китайським Симфонічним Оркестром у рамках підготовки його робіт. Timbaland також сприяв Ціммеру у створенні саундтреку. Востаннє Циммер і Пауелл працювали разом над картинами «Дорога на Ельдорадо» і «Фактор холоду» все тієї ж компанії DreamWorks. Фінальна пісня — Kung Fu Fighting — змінена версія знаменитої однойменної пісні. Композиція була лідером у чартах США і Великої Британії у 1974 році. Офіційний реліз саундтреку відбувся 3 червня 2008 студією Interscope Records.
| #   | Назва                                                          | Тривалість |
| --- | -------------------------------------------------------------- | ---------- |
| 1.  | «Hero»                                                         | 4:42       |
| 2.  | «Let The Tournament Begin»                                     | 1:59       |
| 3.  | «The Dragon Warrior Is Among Us»                               | 2:57       |
| 4.  | «Tai Lung Escapes»                                             | 7:06       |
| 5.  | «Peach Tree Of Wisdom»                                         | 1:53       |
| 6.  | «Accu-flashback»                                               | 4:05       |
| 7.  | «Impersonating Shifu»                                          | 2:18       |
| 8.  | «The Sacred Pool Of Tears»                                     | 9:51       |
| 9.  | «Training Po»                                                  | 1:28       |
| 10. | «The Bridge»                                                   | 3:23       |
| 11. | «Shifu Faces Tai Lung»                                         | 4:47       |
| 12. | «The Dragon Scroll»                                            | 2:31       |
| 13. | «Po vs. Tai Lung»                                              | 2:41       |
| 14. | «Dragon Warrior Rises»                                         | 3:22       |
| 15. | «Panda Po»                                                     | 2:39       |
| 16. | «Oogway Ascends»                                               | 2:04       |
| 17. | «Kung Fu Fighting» (виконана Cee-Lo Green и Джеком Блеком)     | 2:30       |
| 18. | «Kung Fu Fighting (Азійська версія)» (виконана Рейном)         | 3:27       |
| 19. | «Kung Fu Fighting (Азійська версія)» (виконана Sam Concepcion) | 2:20       |

## Касові збори
Під час показу в Україні, що розпочався 5 червня 2008 року, протягом перших вихідних фільм демонстрували на 80 екранах, що дозволило йому зібрати $797,295 і посісти 1 місце в кінопрокаті того тижня. Фільм залишився на першій сходинці українського кінопрокату наступного тижня, хоч вже демонструвався на 72 екранах і зібрав за ті вихідні ще $330,997. Загалом фільм в кінопрокаті України пробув 19 тижнів і зібрав $1,964,576, посівши 7 місце серед найбільш касових фільмів 2008 року.

## Цікаві факти такіноляпи
- Ім'я негативного персонажа  Тай Лунг, дуже схоже на Тан Лун — ім'я героя Брюса Лі у фільмі "Повернення дракона".
- У сцені втечі Тай Лунга із в'язниці в нього запускають 5 стріл, поруч з ним встромляються 4 (5-ту він тут же "відсилає" назад), але через декілька секунд поруч з ним встромлені вже 5 стріл.
- Імена основних героїв обрані зі справжніх слів китайської мови. "Шифу" означає "вчитель", "Тай Лунг" — "великий дракон", "Уґвей" — "черепаха".